# Острів Беринга

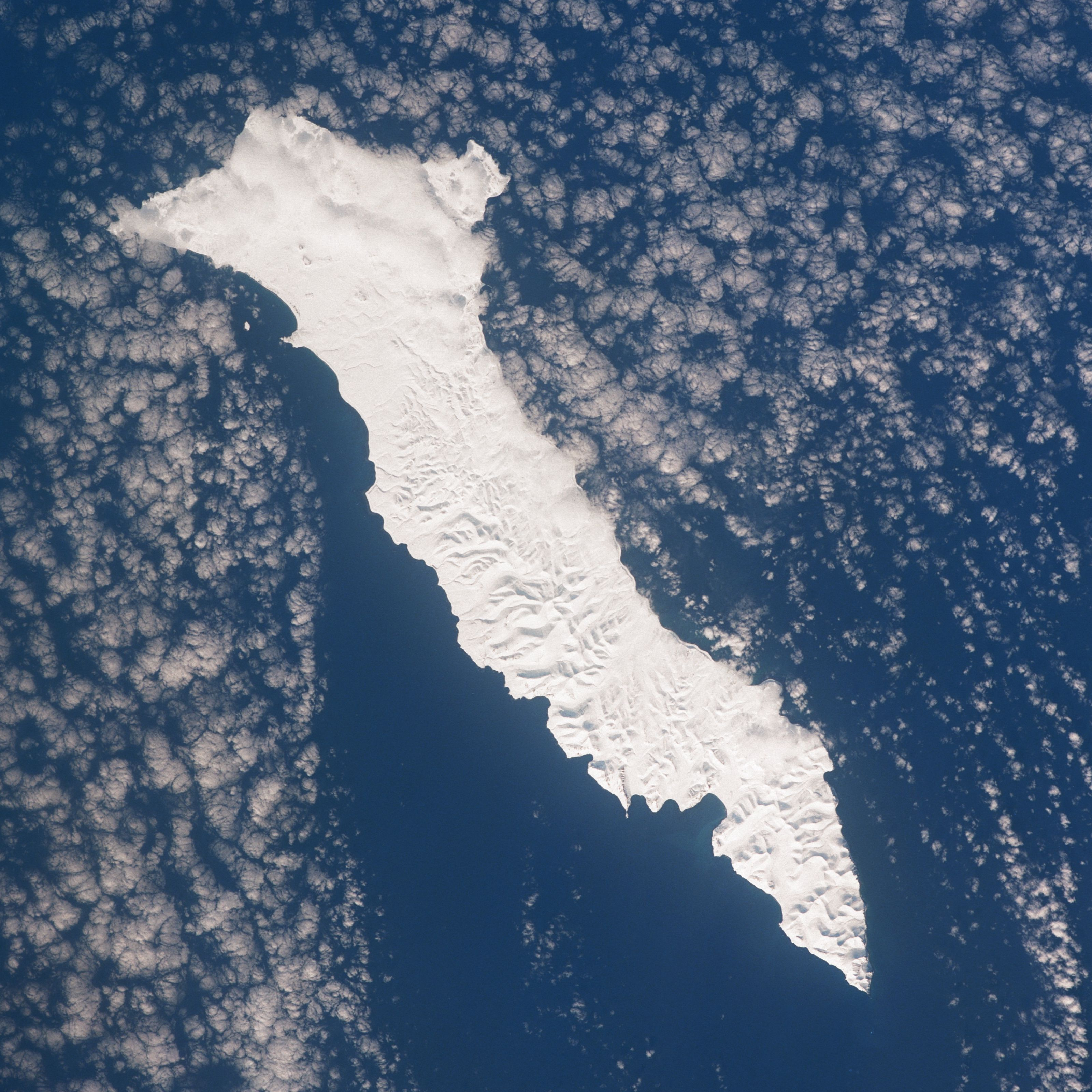
Острів Беринга з космосу, березень 1992

Острів Беринга — найбільший (площа — 1660 км²) і єдиний заселений острів архіпелагу Командорські острови. Сильно витягнутий з півночі на південь (90 кілометрів, ширина до 24 кілометри), «столиця» архіпелагу — село Нікольське, розташоване на півночі. Адміністративно острів входить до складу Алеутського району Камчатського краю Росії.
Південна частина острова досить гориста. Тут зустрічаються сопки заввишки до 500 метрів, серед яких виділяються гора Стеллера (755 м) і безіменна сопка на крайньому півдні острова (601 м). На східному узбережжі острова, приблизно за 30—40 кілометрів від Нікольського в бухті Командор розташована єдина історична пам'ятка Комадорських островів — могила Вітуса Беринга, що являє собою чорний хрест з металевих прутів на тлі моря, названого на честь похованої тут людини.